# Rimski građanski ratovi
Ovo je spisak građanskih ratova i organizovanih građanskih nemira u antičkom Rimu (753. p. n. e. – 476).

## 3. vek pne
- 241. p. n. e.: Faliski revolt - pobuna je ugušena[1]

## 2. vek pne
- 135–132. p. n. e.: Prvi ustanak robova na Siciliji - pobuna je ugušena
- 125. p. n. e.: Fregelski revolt - pobuna je ugušena
- 104–100. p. n. e.: Drugi ustanak robova na Siciliji - pobuna je ugušena

## 1. vek pne
- 91–88. p. n. e.: Saveznički rat, između Rima i mnogih italijanskih saveznika - Rimska pobeda.[2]
- 88–87. p. n. e.: Prvi rimski građanski rat (88–87. p. n. e.), između pristalica Lucija Kornelija Sule i snaga Gaja Marija - Sulina pobeda.
- 82–81. p. n. e.: Drugi rimski građanski rat između pristalica Sule i Marija - Sulina pobeda.
- 82–72. p. n. e.: Sertonijanski rat između Rima i provincija Hispanije pod vođstvom Kvinta Sertorije, pobornika Gaja Marija - Sulina pobeda.[3][4]
- 77. p. n. e.: Lepidova pobuna protiv the Sulanskog režima.[5][6][7]
- 73–71. p. n. e.: Spartakov ustanak u Italiji - pobuna je ugušena
- 63–62. p. n. e.: Katilinova zavera između senata i nezadovoljnih sledbenika Katiline - pobeda senata.
- 49–45. p. n. e.: Cezarov građanski rat između Julija Cezara i Optimata inicijalno predvođenih Pompejom Velikim (Gnaeus Pompeius Magnus) - Cazarova pobeda.
- 46. p. n. e.: Pobuna Belovakija u severoistočnoj Galiji - pobuna je ugušena
- 44. p. n. e.: Pobuna Alobrogija u Galiji - pobuna je ugušena
- 44–43. p. n. e.: Post-cezarski građanski rat između armije senata (koju je prvo predvodio Ciceron, a zatim Oktavijan) i armije Antonija, Lepida, i njihovih kolega - Primirje je rezultatiralo ujedinjenjem snaga.
- 44–42. p. n. e.: Rat protiv Cezarovih ubica između Drugog Trijumvirata i Liberatora (Bruta i Kasija, Cezarovih atentatora) - Trijumviratna pobeda.
- 44–36. p. n. e.: Sicilijanska pobuna između Drugog Trijumvirata (posebno Oktavijana i Agripe) i Seksta Pompeja, Pompejovog sina - Trijumviratna pobeda.
- 41–40. p. n. e.: Peruzinski rat između snaga Oktavijana protiv Lucija Antonija i Fulvije (mlađeg brata i supruge Marka Antonija) - Oktavijanova pobeda.
- 38. p. n. e.: Pobuna Akvitanijskih plemena - revolt je ugušio Marko Vipsanije Agripa
- 32–30. p. n. e.: Finalni rat Rimske republike između Oktavijana i njegovog prijatelja generala Agripa protiv Antonija i Kleopatre - Oktavijanova pobeda.
- 30–29. p. n. e.: Pobuna Morina i Trivera u severnoj Galiji uz germansku podršku - pobuna je ugušena
- 30. p. n. e.: Pobuna na delti Nila i Tebajdu - pobunu je ugušio Kornelije Gal
- 28–27. p. n. e.: Pobuna u Akvitanskoj Galiji - pobunu je ugušio Marko Valerije Mesala Korvin
- 13. p. n. e.: Pobuna u Vologazu, sveštenika Dionisa, u Trakiji - pobuna je ugušena
- 11–9. p. n. e.: Pobuna južnih planinskih plemena Trakje - pobunu je ugušio Kalpurnijus Pizo
- 4. p. n. e.: Pobuna Jevreja u Judeji - pobunu je ugušio Publije Kvintilije Var

## 1. vek
- 3–6: Pobuna Getula u Mauretaniji – pobunu je ugušio Kos Kornelije Lentulus Getulikus
- 6: Pobuna Jude iz Galileje protiv rimskog oporezivanja – pobuna ugušena[8][9]
- 6–9: Belum Batonijanum, velika pobuna u Iliriku protiv Rima – Tiberije je ugušio pobunu
- 9: Pobuna nemačkog vođe Arminija uništava tri rimske legije u bici kod Teutoburške šume, trajno okončavajući rimske napore da osvoje germanske teritorije istočno od Rajne.[10][11][12]
- 14: Pobuna legija u Germaniji i Iliriku potisnuta od strane Germanika i Druza Julija Cezara
- 17–24: Takfarinasova pobuna u severnoj Africi – pobunu ugušio Publije Kornelije Dolabela
- 21: Pobuna Trevera, Eduja, Anda (Andekavija) i Turona pod Julijem Florom i Julijem Sakrovirom u Galiji – pobuna koju su ugušili Gaj Silije i Gaj Kalpurnije Aviola
- 21: Pobuna Koelaleta, Odrisa i Dija u Trakiji – pobuna ugušena od strane P. Veleja
- 26: Pobuna u Trakiji – pobuna koju je ugušio Gaj Popej Sabin
- 28: Pobuna Frisija u bici kod Baduhene šume – pobeda pobunjenika
- 36: Pobuna Cite u Kapadokiji – pobuna ugušena od strane Marka Trebelija
- 38: Aleksandrijski nemiri
- 40: Aleksandrijski nemiri
- 40–44: Pobuna Edemona i Sabala u Mavretaniji – pobuna ugušena od strane Gaja Svetonija Pavlina i Gneja Hosidija Geta
- 42: Neuspela uzurpacija Lucija Aruncija Kamila Skribonijana u Dalmaciji
- 46: Nemiri Trakijske kraljevine protiv Rimljana nakon smrti kralja Remetalksa III – pobuna ugušena
- 46–48: Ustanak Jakova i Simona u Galileji – pobuna ugušena
- 60–61: Budikin ustanak u Britaniji – pobuna ugušena od strane Gaja Svetonija Paulina
- 66–73: Prvi jevrejsko-rimski rat – pobuna ugušena
- 68: Pobuna u Galiji Lugdunensis pod Gajem Julijem Vindeksom – pobuna ugušena od strane vojske Lucija Verginija Rufa
- 68–69: Godina četiri cara između različitih Rimljana nakon Neronove smrti (68. nove ere). Nakon Neronovog samoubistva, generali Galba, Oton i Vitelije zauzimaju presto u roku od nekoliko meseci jedan od drugog. General Vespazijan, koji se do tog trenutka borio protiv pobune u Judeji, pobeđuje. On osniva dinastiju Flavijevaca.
- 69: Aniketova pobuna u Kolhidi – pobuna koju je ugušio Virdius Geminus
- 69–70: Pobuna Batava, Treveri i Lingona u Galiji – pobuna ugušena
- 79–80: Neuspela uzurpacija Terentija Maksima, pseudo-Nerona, u Aziji
- 89: Pobuna Lucija Antonija Saturnina sa dve legije u Germaniji Superior – pobuna ugušena

## Literatura
- Kohn, George Childs, 'Dictionary of Wars, Revised Edition' (Checkmark Books, New York, 1999)
- Adkins, Lesley; Roy Adkins (1998). Handbook to Life in Ancient Rome. Oxford: Oxford University Press. ISBN 978-0-19-512332-6.
- Cary, M. (1967). A History of Rome Down to the Reign of Constantine (2nd изд.). New York: St. Martin's Press.
- Casson, Lionel (1998). Everyday Life in Ancient Rome. Baltimore: The Johns Hopkins University Press. ISBN 978-0-8018-5992-2.
- Dio, Cassius (januar 2004). Dio's Rome, Volume V., Books 61–76 (AD 54–211). Приступљено 17. 12. 2006.
- Duiker, William; Jackson Spielvogel (2001). World History (Third изд.). Wadsworth. ISBN 978-0-534-57168-9.
- Durant, Will (1944). The Story of Civilization, Volume III: Caesar and Christ. Simon and Schuster, Inc.
- Elton, Hugh (1996). Warfare in Roman Europe AD 350–425. Oxford: Oxford University Press. ISBN 978-0-19-815241-5.
- Flower, Harriet I. (2004). The Cambridge Companion to the Roman Republic. Cambridge: Cambridge University Press. ISBN 978-0-521-00390-2.
- Edward Gibbon, The History of the Decline and Fall of the Roman Empire
- Goldsworthy, Adrian Keith. (2008). Caesar: Life of a Colossus. Yale University Press.
- Goldsworthy, Adrian Keith (1996). The Roman Army at War 100 BC – AD 200. Oxford: Oxford University Press. ISBN 978-0-19-815057-2.
- Goldsworthy, Adrian Keith (2003). The Complete Roman Army. London: Thames and Hudson, Ltd. ISBN 978-0-500-05124-5.
- Grant, Michael (2005). Cities of Vesuvius: Pompeii and Herculaneum. London: Phoenix Press. ISBN 978-1-898800-45-3.
- Haywood, Richard (1971). The Ancient World. David McKay Company, Inc.
- Keegan, John (1993). A History of Warfare. New York: Alfred A. Knopf. ISBN 978-0-394-58801-8.
- Livy (1998). The Rise of Rome, Books 1–5. ISBN 0-19-282296-9.. translated from Latin by T.J. Luce, 1998. Oxford World's Classics. Oxford: Oxford University Press. .
- Mackay, Christopher S. (2004). Ancient Rome: A Military and Political History. Cambridge: Cambridge University Press. ISBN 978-0-521-80918-4.
- Matyszak, Philip (2003). Chronicle of the Roman Republic. London: Thames & Hudson, Ltd. ISBN 978-0-500-05121-4.
- O'Connell, Robert (1989). Of Arms and Men: A History of War, Weapons, and Aggression. Oxford: Oxford University Press. ISBN 978-0-19-505359-3.
- Scarre, Chris (septembar 1995). The Penguin Historical Atlas of Ancient Rome. Penguin Books. ISBN 978-0-14-051329-5.
- Scullard, H.H. (1982). From the Gracchi to Nero. (5th edition). Routledge. ISBN 978-0-415-02527-0.
- Ward-Perkins, John Bryan (1994). Roman Imperial Architecture. Yale University Press. ISBN 978-0-300-05292-3.
- Werner, Paul (1978). Life in Rome in Ancient Times. translated by David Macrae. Geneva: Editions Minerva S.A.
- Willis, Roy (2000). World Mythology: The Illustrated Guide. Collingwood, Victoria: Ken Fin Books. ISBN 978-1-86458-089-1.
- Coarelli, Filippo. Rome and environs: An archaeological guide. Berkeley: University of California Press, 2007.
- Cornell, Tim J. The beginnings of Rome: Italy and Rome from the Bronze Age to the Punic Wars (c. 1000–264 BC). London: Routledge, 1995.
- Coulston, J. C, and Hazel Dodge, editors. Ancient Rome: The archaeology of the eternal city. Oxford: Oxford University School of Archaeology, 2000.
- Forsythe, Gary. A critical history of early Rome. Berkeley: University of California Press, 2005.
- Fox, Matthew. Roman historical myths: The regal period in Augustan literature. Oxford: Oxford University Press, 1996.
- Gabba, Emilio. Dionysius and the history of Archaic Rome. Berkeley: University of California Press, 1991.
- Holloway, R. Ross. The archaeology of early Rome and Latium. London: Routledge, 1994.
- Keaveney, Arthur. Rome and the unification of Italy. 2nd edition. Bristol: Bristol Phoenix, 2005.
- Kraus, Christina Shuttleworth, and A.J. Woodman. Latin historians. Oxford: Oxford University Press, 1997.
- Mitchell, Richard E. Patricians and plebeians: The origin of the Roman state. Ithaca: Cornell University Press, 1990.
- Potter, T.W. Roman Italy. Berkeley: University of California Press, 1987.
- Raaflaub, Kurt A., editors. Social struggles in Archaic Rome: New perspectives on the conflict of the orders. 2nd edition. Oxford: Blackwell, 2004.
- Rosenstein, Nathan S., and Robert Morstein-Marx, editors. A companion to the Roman Republic. Oxford: Blackwell, 2006.
- Scheidel, Walter, Richard P Saller, and Ian Morris. The Cambridge Economic History of the Greco-Roman World. Cambridge: Cambridge University Press, 2007.
- Smith, Christopher J. Early Rome and Latium: Economy and society c. 1000–500 BC. Oxford: Oxford University Press, 1996.
- Stewart, Roberta. Public office in early Rome: Ritual procedure and political practice. Ann Arbor: University of Michigan Press, 1998.
- Woolf, Greg. Rome: An Empire's Story. Oxford: Oxford University Press, 2012.
- Wyke, Maria. Projecting the Past: Ancient Rome, Cinema, and History. New York: Routledge, 1997.